# ميني درايفر
أميليا فيونا جيسيكا "ميني" درايفر (بالإنجليزية: Minnie Driver) (وُلدت في 31 يناير 1970)، هي ممثلة ومغنية بريطانية أمريكية. لمع نجمها لأول مرة من خلال دورها البارز في فيلم دائرة الأصدقاء (1995)، وواصلت مسيرتها بالتمثيل في مجموعة واسعة من الأفلام، من بينها الفيلم الذي أصبح لاحقًا من كلاسيكيات السينما نقطة بلانك الكبرى، وفيلم العبقري ويل هانتنغ من إخراج غاس فان سانت، والذي رُشحت عنه لجائزة الأوسكار لأفضل ممثلة في دور مساعد، وجائزة نقابة ممثلي الشاشة. كما شاركت في الفيلم الموسيقي شبح الأوبرا، وفيلم امتلاك ماهوني. وأدت بصوتها شخصية السيدة إيبوشي في فيلم الأنمي الياباني الأميرة مونونوكي من إخراج هاياو ميازاكي.
على شاشة التلفزيون، شاركت درايفر إلى جانب إيدي إيزارد في مسلسل الأثرياء، والذي نالت عنه ترشيحًا لجائزتي إيمي وغولدن غلوب. كما أدت أدوارًا رئيسية في عدد من المسلسلات الكوميدية الأمريكية، مثل بلا كلام (Speechless) على قناة ABC، وعن فتى (About a Boy) على شبكة NBC، وظهرت بدور متكرر في مسلسل ويل وغريس. كذلك ظهرت في عدد من الأعمال الدرامية البريطانية، من بينها مسلسل الأعماق الذي عرضته قناة BBC One.
وقبل دخولها مجال التمثيل، بدأت درايفر حياتها المهنية كمغنية، وأصدرت خلال مسيرتها ثلاثة ألبومات غنائية منفردة. كما شاركت بصوتها في عدد من الأعمال الكرتونية، مثل مسلسل القصر الخارق (SuperMansion) وفيلم الرسوم المتحركة طرزان، إضافة إلى ألعاب فيديو مثل الحديقة الجوراسية: المتسلل (Jurassic Park: Trespasser).

## نشأتها
ولدت «ميني درايفر في مرليبون، لندن. والدتها، جاينور تشرشوارد، مصممة نسيج وعارضة أزياء راقية. والدها، تشارلز رونالد درايفر، ولد في سوانسي، ويلز، من أصل إنجليزي واسكتلندي؛
مواليد فينسبري بارك، لندن، انتقلت الي لولايات المتحدة الأمريكية هي صغيرة لذلك والدتها مصمم الأزياء درست جامعة بوسطن قسم دراما تمتيل بالمسرح

## روابط خارجية
- الموقع الرسمي
- ميني درايفر على موقع IMDb (الإنجليزية)
- ميني درايفر على موقع روتن توميتوز (الإنجليزية)
- ميني درايفر على موقع ألو سيني (الفرنسية)
- ميني درايفر على موقع ميوزك برينز (الإنجليزية)
- ميني درايفر على موقع أول موفي (الإنجليزية)
- ميني درايفر على موقع قاعدة بيانات الأفلام السويدية (السويدية)
- ميني درايفر على موقع إن إن دي بي (الإنجليزية)
- ميني درايفر على موقع أول ميوزيك (الإنجليزية)
- ميني درايفر على موقع ديسكوغز (الإنجليزية)
- ميني درايفر على موقع قاعدة بيانات الفيلم (الإنجليزية)